# Give a Little More
„Give a Little More” to piosenka pop-rockowa stworzona na trzeci album studyjny amerykańskiej grupy muzycznej Maroon 5 pt. Hands All Over (2010). Wyprodukowany przez Roberta Johna „Mutta” Lange’a, utwór wydany został jako drugi singel promujący krążek dnia 17 sierpnia 2010 roku.

## Lista utworów singla
Ogólnoświatowy digital download
1. „Give a Little More” − 3:00

## Pozycje na listach przebojów
| Kraj/region       | Notowanie (2010)              | Wydawca           | Najwyższa pozycja |
| ----------------- | ----------------------------- | ----------------- | ----------------- |
| Kanada            | Canadian Hot 100              | Billboard         | 91                |
| Stany Zjednoczone | Adult Pop Songs               | Billboard         | 10                |
| Stany Zjednoczone | Billboard Hot 100             | Billboard         | 86                |
| Stany Zjednoczone | Top 40 Mainstream (Pop Songs) | Billboard         | 38                |
| Turcja            | Top 20 Singles                | Billboard Türkiye | 1                 |

## Historia wydania
| Region            | Data                 | Format           |
| ----------------- | -------------------- | ---------------- |
| Stany Zjednoczone | 17 sierpnia 2010     | digital download |
| Kanada            | 17 sierpnia 2010     | digital download |
| Australia         | 5 października 2010  | airplay          |
| Stany Zjednoczone | 12 października 2010 | airplay          |